# Paardensport op de Olympische Zomerspelen 1924
Paardensport is een van de sporten die beoefend werden tijdens de Olympische Zomerspelen 1924 in Parijs.

## dressuur

### individueel
| rang   | sporter           | paard       | land | score |
| ------ | ----------------- | ----------- | ---- | ----- |
| Goud   | Ernst Linder      | Piccolomino | SWE  | 276.4 |
| Zilver | Bertil Sandström  | Sabel       | SWE  | 275.8 |
| Brons  | Xavier Lesage     | Plumard     | FRA  | 265.8 |
| 4      | Wilhelm von Essen | Zobel       | SWE  | 260.0 |
| 5      | Victor Ankarcrona | Corona      | SWE  | 256.5 |
| 6      | Emanuel Thiel     | Ex          | TCH  | 256.2 |
| 7      | Robert Wallon     | Magister    | FRA  | 243.2 |
| 7      | Hans von der Weid | Uhlard      | SUI  | 243.2 |

## eventing

### individueel
| rang   | sporter                     | paard         | land | score  |
| ------ | --------------------------- | ------------- | ---- | ------ |
| Goud   | Dolf van der Voort van Zijp | Silver Piece  | NED  | 1976.0 |
| Zilver | Frode Kirkebjerg            | Meteor        | DEN  | 1853.5 |
| Brons  | Sloan Doak                  | Pathfinder    | USA  | 1845.5 |
| 4      | Charles Pahud de Mortanges  | Johnny Walker | NED  | 1828.0 |
| 5      | Claës König                 | Bojar         | SWE  | 1730.0 |
| 6      | Edward de Fonblanque        | Copper        | GBR  | 1728.5 |
| 6      | Baudouin de Brabandère      | Modestie      | BEL  | 1728.5 |
| 8      | Frank Carr                  | Proctor       | USA  | 1727.0 |

### team
| rang   | sporter                                                                                                  | paard                                           | land | score                      | totaal  |
| ------ | --- | ----------------------------------------------- | ---- | -------------------------- | ------- |
| Goud   | Dolf van der Voort van Zijp Charles Pahud de Mortanges Gerard de Kruijff Antonius Theodorus Colenbrander | Silver Piece Johnny Walker Addio King of Hearts | NED  | 1976.0 1828.0 1493.5 952.5 | 5297.50 |
| Zilver | Claës König Torsten Sylvan Gustaf Hagelin Carl Gustaf Lewenhaupt                                         | Bojar Anita Varius Canter                       | SWE  | 1730.0 1678.0 1335.5 DNF   | 4743.50 |
| Brons  | Alberto Lombardi Alessandro Alvisi Emanuele Beraudo di Pralormo Tommaso Lequio di Assaba                 | Pimplo Capiligio Mount Félix Torena             | ITA  | 1572.0 1536.0 1404.5 DNF   | 4512.50 |
| 4      | Hans Bühler Charles Stoffel Werner Fehr René de Ribeaupierre                                             | Mikosch Kreuzritter Prahlhans Adel              | SUI  | 1477.5 1466.0 1395.0 904.5 | 4338.50 |
| 5      | Baudouin de Brabandère Jules Bonvalet Joseph Fallon Louis Nossent                                        | Modestie Weppelghem Le Divorce Pirouette        | BEL  | 1728.5 1428.0 1077.0 924.0 | 4233.50 |
| 6      | Edward de Fonblanque Keith Hervey Alec Tod Philip Bowden-Smith                                           | Copper Copper Top Topsy Gipsy                   | GBR  | 1728.5 1354.0 982.0 878.0  | 4064.50 |
| 7      | Karol Rómmel Kazimierz Szosland Kazimierz Rostowo-Suski Tadeusz Komorowski                               | Krechowiak Helusia Lady Amon                    | POL  | 1648.5 964.5 958.5 929.0   | 3571.50 |

## springconcours

### individueel
| rang   | sporter                  | paard      | land | score |
| ------ | ------------------------ | ---------- | ---- | ----- |
| Goud   | Alphonse Gemuseus        | Lucette    | SUI  | 6.00  |
| Zilver | Tommaso Lequio di Assaba | Trebecco   | ITA  | 8.75  |
| Brons  | Adam Królikiewicz        | Picador    | POL  | 10.00 |
| 4      | Philip Bowden-Smith      | Billy Boy  | GBR  | 10.50 |
| 5      | António Borges           | Reginald   | POR  | 12.00 |
| 6      | Åke Thelning             | Loke       | SWE  | 12.00 |
| 7      | Axel Ståhle              | Cecil      | SWE  | 12.25 |
| 8      | Nicolas Leroy            | Vif Argent | BEL  | 14.75 |

### team
| rang   | sporter                                                                                       | paard                                       | land | score                   | totaal |
| ------ | --------------------------------------------------------------------------------------------- | ------------------------------------------- | ---- | ----------------------- | ------ |
| Goud   | Åke Thelning Axel Ståhle Åge Lundström Georg von Braun                                        | Loke Cecil Anvers Diana                     | SWE  | 12.00 12.25 18.00 23.50 | 42.25  |
| Zilver | Alphonse Gemuseus Werner Stuber Hans Bühler Hans von der Weid                                 | Lucette Girandole Sailor Boy Admiral        | SUI  | 6.00 20.00 24.00        | 50.00  |
| Brons  | António Borges Hélder de Souza José Mouzinho Luís Cardoso de Menezes                          | Reginald Avro Hetrugo Profond               | POR  | 12.00 19.00 22.00 36.00 | 53.00  |
| 4      | Nicolas Leroy Jacques Misonne Gaston Mesmaekers Joseph Breuls                                 | Vif Argent Torino As-de-Pique Acrobate      | BEL  | 14.75 19.50 22.75 24.00 | 57.00  |
| 5      | Tommaso Lequio di Assaba Leone Valle Alessandro Alvisi Emanuele di Pralorma Beraudo           | Trebecco Sbruffo Grey Fox Sido              | ITA  | 8.75 20.00 28.75 DNF    | 57.50  |
| 6      | Adam Królikiewicz Karol Rómmel Zdzisław Dziadulski Kazimierz Szosland                         | Picador Faworyt Zefir Jacek                 | POL  | 10.00 18.00 30.50 39.25 | 58.50  |
| 7      | Philip Bowden-Smith Capel Brunker Geoffrey Brooke Keith Hervey                                | Billy Boy Peter Daddy Long Legs Wanton      | GBR  | 10.50 25.50 29.75 DNF   | 65.75  |
| 8      | José Álvarez de Bohórquez Nemesio Martínez Hombre José Navarro Morenés Emilio Lopez de Letona | Acabado Zapatillero Grande Couronne Modiran | ESP  | 18.00 22.00 33.75 DNF   | 73.75  |

## Medaillespiegel
| rang   | land             | goud | zilver | brons | totaal |
| ------ | ---------------- | ---- | ------ | ----- | ------ |
| 1      | Zweden           | 2    | 2      | 0     | 4      |
| 2      | Nederland        | 2    | 0      | 0     | 2      |
| 3      | Zwitserland      | 1    | 1      | 0     | 2      |
| 4      | Italië           | 0    | 1      | 1     | 2      |
| 5      | Denemarken       | 0    | 1      | 0     | 1      |
| 6      | Frankrijk        | 0    | 0      | 1     | 1      |
| 6      | Polen            | 0    | 0      | 1     | 1      |
| 6      | Portugal         | 0    | 0      | 1     | 1      |
| 6      | Verenigde Staten | 0    | 0      | 1     | 1      |
| totaal | totaal           | 5    | 5      | 5     | 15     |

Parijs 1900 · 
Stockholm 1912 · 
Antwerpen 1920 · 
Parijs 1924 · 
Amsterdam 1928 · 
Los Angeles 1932 · 
Berlijn 1936 · 
Londen 1948 · 
Helsinki 1952 · 
Melbourne 1956 · 
Rome 1960 · 
Tokio 1964 · 
Mexico-stad 1968 · 
München 1972 · 
Montréal 1976 · 
Moskou 1980 · 
Los Angeles 1984 · 
Seoel 1988 · 
Barcelona 1992 · 
Atlanta 1996 · 
Sydney 2000 · 
Athene 2004 · 
Peking 2008 · 
Londen 2012 · 
Rio de Janeiro 2016 · 
Tokio 2020 · 
Parijs 2024 · 
Los Angeles 2028
Medaillewinnaars
Atletiek · Boksen · Gewichtheffen · Kanovaren (demonstratie) · Kunstwedstrijden · Moderne vijfkamp · Paardensport · Polo · Pelota (demonstratie) · Kunstwedstrijden · Roeien · Rugby · Schermen · Schietsport · Schoonspringen · Tennis · Turnen · Voetbal · Waterpolo · Wielersport · Worstelen · Zeilen · Zwemmen